# Copa Sudamericana 2005
La Copa Sudamericana 2005, denominada por motivos comerciales Copa Nissan Sudamericana 2005, fue la cuarta edición del torneo organizado por la Confederación Sudamericana de Fútbol, en la que participaron equipos de doce países: Argentina, Bolivia, Brasil, Chile, Colombia, Ecuador, Estados Unidos, México, Paraguay, Perú, Uruguay y Venezuela. Fue la primera edición del certamen a la que fueron invitados equipos pertenecientes a Concacaf.
Boca Juniors se consagró campeón, revalidando el título obtenido en la edición anterior, y coronándose como el primer bicampeón en la historia de la competición, quedando también hasta la fecha como el único bicampeón consecutivo. El logro llegó tras vencer a los Pumas de la UNAM, de México, por medio de la definición por penales, tras empatar los dos encuentros de la final, siendo esta la primera vez en la que se llega a esta instancia en una final del susodicho certamen. La consagración le permitió al cuadro Xeneize disputar la Recopa Sudamericana 2006 ante São Paulo de Brasil, campeón de la Copa Libertadores 2005. Además, clasificó directamente para los octavos de final de la Copa Sudamericana 2006.

## Formato
El torneo se desarrolló plenamente bajo un formato de eliminación directa, donde cada equipo enfrentaba a su rival de turno en partidos de ida y vuelta. De los 34 participantes, solamente Boca Juniors —último campeón—, River Plate —invitado por Conmebol—, Vélez Sarsfield —mejor clasificado de Argentina— y los tres invitados de Concacaf iniciaron el torneo desde los octavos de final. Los restantes 28 debieron disputar las dos fases clasificatorias, en donde las llaves se establecieron enfrentándose los equipos del mismo país de origen. De allí salieron los últimos 10 clasificados a las fases finales, compuestas por los octavos de final, los cuartos de final, las semifinales y la final, en la que se declaró al campeón. Se implementó, por primera vez, la regla del gol de visitante, que se aplicó en caso de igualdad de puntos y diferencia de goles al finalizar los dos encuentros de la llave en cualquiera de las fases. De mantenerse la igualdad, se ejecutaron tiros desde el punto penal.
|                              |                              | Equipos que entran en esta fase                                                                                 | Equipos que provienen de la fase anterior      |
| ---------------------------- | ---------------------------- | --- | ---------------------------------------------- |
| Fase preliminar (16 equipos) | Fase preliminar (16 equipos) | - 2 equipos de Bolivia, Chile, Colombia, Ecuador, Paraguay, Perú, Uruguay y Venezuela                           |                                                |
| Primera fase (20 equipos)    | Primera fase (20 equipos)    | - 8 equipos de Brasil - 4 equipos de Argentina                                                                  | - 8 equipos clasificados de la Fase preliminar |
| Fases finales (16 equipos)   | Fases finales (16 equipos)   | - 1 equipo, campeón de la Copa Sudamericana 2004 - 2 equipos de Argentina y México - 1 equipo de Estados Unidos | - 10 equipos clasificados de la Primera fase   |

## Distribución de los cupos
| País                            | Cupos | fases finales | Primera fase | Fase preliminar |
| ------------------------------- | ----- | ------------- | ------------ | --------------- |
| Brasil                          | 8     | –             | 8            | -               |
| Argentina                       | 6     | 2             | 4            | -               |
| Bolivia                         | 2     | –             | -            | 2               |
| Chile                           | 2     | –             | -            | 2               |
| Colombia                        | 2     | –             | -            | 2               |
| Ecuador                         | 2     | –             | -            | 2               |
| México                          | 2     | 2             | -            | -               |
| Paraguay                        | 2     | –             | -            | 2               |
| Perú                            | 2     | –             | -            | 2               |
| Uruguay                         | 2     | –             | -            | 2               |
| Venezuela                       | 2     | –             | -            | 2               |
| Estados Unidos                  | 1     | 1             | -            | -               |
| Fase anterior                   | –     | 10            | 8            | –               |
| Campeón de la Copa Sudamericana | 1     | 1             | -            | –               |
| Total                           | 34    | 16            | 20           | 20              |

## Equipos participantes
| País                                             | Equipo                                                                                               | Vía de clasificación |
| ------------------------------------------------ | --- | --- |
| Argentina 5 cupos + 1 invitado + campeón vigente | Boca Juniors Vélez Sarsfield Estudiantes (LP) Rosario Central Newell's Old Boys Banfield River Plate | Campeón de la Copa Sudamericana 2004 e Invitado Mejor equipo ubicado en la tabla de posiciones del Campeonato de Primera División 2004-05 2.º mejor equipo ubicado en la tabla de posiciones del Campeonato de Primera División 2004-05 3.º mejor equipo ubicado en la tabla de posiciones del Campeonato de Primera División 2004-05 4.º mejor equipo ubicado en la tabla de posiciones del Campeonato de Primera División 2004-05 5.º mejor equipo ubicado en la tabla de posiciones del Campeonato de Primera División 2004-05 Invitado |
| Bolivia 2 cupos                                  | Bolívar The Strongest                                                                                | Campeón del Torneo Adecuación 2005 Subcampeón del Torneo Adecuación 2005 |
| Brasil 8 cupos                                   | Santos São Paulo Cruzeiro Corinthians Goiás Juventude Internacional Fluminense                       | Mejor equipo brasileño ubicado en el Ranking de Clubes de la Conmebol 2.º mejor equipo brasileño ubicado en el Ranking de Clubes de la Conmebol 3.º mejor equipo brasileño ubicado en el Ranking de Clubes de la Conmebol 4.º mejor equipo brasileño ubicado en el Ranking de Clubes de la Conmebol 6.º puesto del Campeonato Brasileño de 2004 7.º puesto del Campeonato Brasileño de 2004 8.º puesto del Campeonato Brasileño de 2004 9.º puesto del Campeonato Brasileño de 2004                                                        |
| Chile 2 cupos                                    | Universidad Católica Universidad de Chile                                                            | 1.º puesto de la fase clasificatoria del Torneo Apertura 2005 2.º puesto de la fase clasificatoria del Torneo Apertura 2005 |
| Colombia 2 cupos                                 | Atlético Nacional Deportivo Cali                                                                     | Mejor equipo ubicado en la Reclasificación 2004 no participante de la Copa Libertadores 2005 2.º mejor equipo ubicado en la Reclasificación 2004 no participante de la Copa Libertadores 2005 |
| Ecuador 2 cupos                                  | Liga de Quito El Nacional                                                                            | 1.º puesto de la primera fase del Torneo Apertura 2005 2.º puesto de la primera fase del Torneo Apertura 2005 |
| Estados Unidos 1 invitado                        | D.C. United                                                                                          | Campeón de la Copa MLS 2004 |
| México 2 invitados                               | Pumas UNAM América                                                                                   | Campeón del Torneo Clausura 2004 y del Torneo Apertura 2004 Campeón del Torneo Clausura 2005 |
| Paraguay 2 cupos                                 | Cerro Porteño Guaraní                                                                                | Campeón del Torneo Apertura 2005 Ganador de la Liguilla Pre-Sudamericana 2005 |
| Perú 2 cupos                                     | Alianza Atlético Universitario                                                                       | Mejor equipo ubicado en la tabla acumulada del Campeonato Descentralizado 2004 no participante de la Copa Libertadores 2005 2.º mejor equipo ubicado en la tabla acumulada del Campeonato Descentralizado 2004 no participante de la Copa Libertadores 2005 |
| Uruguay 2 cupos                                  | Danubio Defensor Sporting                                                                            | Campeón del Campeonato Uruguayo de 2004 Finalista de la Liguilla Pre-Libertadores 2004 |
| Venezuela 2 cupos                                | Mineros de Guayana Trujillanos                                                                       | Mejor equipo ubicado en la tabla acumulada de la Primera División Venezolana 2004-05 no participante de la Copa Libertadores 2006 2.º mejor equipo ubicado en la tabla acumulada de la Primera División Venezolana 2004-05 no participante de la Copa Libertadores 2006 |

### Distribución geográfica de los equipos
Distribución geográfica de las sedes de los equipos participantes:

## Fase preliminar
Los dos clasificados de todas las confederaciones de América del Sur —exceptuando Argentina y Brasil— fueron emparejados en ocho llaves. Cada equipo enfrentó al rival de su propio país. Los 8 ganadores avanzaron a la primera fase.
| Fechas            | Local en la ida      | Global       | Local en la vuelta        | Ida | Vuelta | Llave       |
| ----------------- | -------------------- | ------------ | ------------------------- | --- | ------ | ----------- |
| 11 y 25 de agosto | The Strongest        | 4:2          | Bolívar                   | 2:1 | 2:1    | Bolivia 1   |
| 11 y 25 de agosto | Universidad de Chile | 2:2          | Universidad Católica (v.) | 1:2 | 1:0    | Chile 1     |
| 16 y 23 de agosto | Deportivo Cali       | 2:2 (6:7 p.) | Atlético Nacional         | 2:0 | 0:2    | Colombia 1  |
| 9 y 25 de agosto  | El Nacional          | 5:5          | Liga de Quito (v.)        | 3:4 | 2:1    | Ecuador 1   |
| 9 y 23 de agosto  | Guaraní              | 3:3 (3:4 p.) | Cerro Porteño             | 1:2 | 2:1    | Paraguay 1  |
| 10 y 24 de agosto | Universitario        | 2:2 (1:4 p.) | Alianza Atlético          | 1:1 | 1:1    | Perú 1      |
| 16 y 23 de agosto | Defensor Sporting    | 5:4          | Danubio                   | 2:3 | 3:1    | Uruguay 1   |
| 18 y 24 de agosto | Trujillanos          | 5:2          | Mineros de Guayana        | 3:1 | 2:1    | Venezuela 1 |

## Primera fase
Los 8 ganadores de la fase preliminar fueron emparejados en cuatro nuevas llaves, determinadas por la ubicación geográfica de cada equipo. Asimismo, con los últimos cuatro clasificados de Argentina por un lado y los ocho clasificados de Brasil por otro se establecieron los seis cruces restantes, definidos basándose en la plaza que ocuparon en representación de sus países. Los 10 ganadores avanzaron a los octavos de final.
| Fechas                         | Local en la ida      | Global       | Local en la vuelta | Ida | Vuelta | Llave             |
| ------------------------------ | -------------------- | ------------ | ------------------ | --- | ------ | ----------------- |
| 10 y 25 de agosto              | Banfield             | 3:2          | Estudiantes (LP)   | 2:0 | 1:2    | Argentina I       |
| 18 y 29 de agosto              | Newell's Old Boys    | 0:1          | Rosario Central    | 0:0 | 0:1    | Argentina II      |
| 17 y 31 de agosto              | Fluminense           | 3:3 (4:2 p.) | Santos             | 2:1 | 1:2    | Brasil I          |
| 17 de agosto y 1 de septiembre | Internacional        | 3:2          | São Paulo          | 2:1 | 1:1    | Brasil II         |
| 17 de agosto y 1 de septiembre | Juventude            | 2:3          | Cruzeiro           | 1:3 | 1:0    | Brasil III        |
| 17 y 31 de agosto              | Goiás                | 1:3          | Corinthians        | 0:2 | 1:1    | Brasil IV         |
| 30 de agosto y 6 de septiembre | Cerro Porteño        | 3:1          | Defensor Sporting  | 2:0 | 1:1    | Octavofinalista 1 |
| 30 de agosto y 8 de septiembre | Trujillanos          | 1:7          | Atlético Nacional  | 1:5 | 0:2    | Octavofinalista 2 |
| 30 de agosto y 8 de septiembre | The Strongest        | 5:1          | Liga de Quito      | 2:1 | 3:0    | Octavofinalista 3 |
| 30 de agosto y 7 de septiembre | Universidad Católica | 5:2          | Alianza Atlético   | 5:0 | 2:0    | Octavofinalista 4 |

## Fases finales
Las fases finales estuvieron compuestas por cuatro etapas: octavos de final, cuartos de final, semifinales y final. A los 10 ganadores de la primera fase se les sumaron Boca Juniors, River Plate, Vélez Sarsfield —todos de Argentina—, América, Pumas UNAM —ambos de México— y D.C. United —de Estados Unidos—. A los fines de establecer las llaves de los octavos de final, se tuvo en cuenta la denominación que se le asignó a cada equipo; en el caso de los cuadros que clasificaron desde la primera fase, dicha denominación fue determinada por el nombre del cruce que ganaron en aquella instancia. De esa manera, el Octavofinalista 1 enfrentó al Octavofinalista 8, el 2 al 7, el 3 al 6, y el 4 al 5; mientras que los clasificados de Argentina y Brasil se enfrentaron uno contra aquel del otro país que tuviera asignado el mismo número (Argentina I ante Brasil I, Argentina II ante Brasil II, y así sucesivamente).
| Equipo          | Clasificado como  |
| --------------- | ----------------- |
| Vélez Sarsfield | Argentina III     |
| River Plate     | Argentina IV      |
| D.C. United     | Octavofinalista 5 |
| Pumas UNAM      | Octavofinalista 6 |
| América         | Octavofinalista 7 |
| Boca Juniors    | Octavofinalista 8 |

| Equipo               | Clasificado como  |
| -------------------- | ----------------- |
| Banfield             | Argentina I       |
| Rosario Central      | Argentina II      |
| Fluminense           | Brasil I          |
| Internacional        | Brasil II         |
| Cruzeiro             | Brasil III        |
| Corinthians          | Brasil IV         |
| Cerro Porteño        | Octavofinalista 1 |
| Atlético Nacional    | Octavofinalista 2 |
| The Strongest        | Octavofinalista 3 |
| Universidad Católica | Octavofinalista 4 |

### Cuadro de desarrollo
|  | Octavos de final                 | Octavos de final                 | Octavos de final                 | Octavos de final                 | Octavos de final                 |   |                      | Cuartos de final                 | Cuartos de final                 | Cuartos de final                 | Cuartos de final                 | Cuartos de final                 |  |                      | Semifinales                       | Semifinales                       | Semifinales                       | Semifinales                       | Semifinales                       |  |                  | Final               | Final               | Final               | Final               | Final               |  |
|  | 13 de septiembre al 5 de octubre | 13 de septiembre al 5 de octubre | 13 de septiembre al 5 de octubre | 13 de septiembre al 5 de octubre | 13 de septiembre al 5 de octubre |   |                      | 18 de octubre al 10 de noviembre | 18 de octubre al 10 de noviembre | 18 de octubre al 10 de noviembre | 18 de octubre al 10 de noviembre | 18 de octubre al 10 de noviembre |  |                      | 23 de noviembre al 1 de diciembre | 23 de noviembre al 1 de diciembre | 23 de noviembre al 1 de diciembre | 23 de noviembre al 1 de diciembre | 23 de noviembre al 1 de diciembre |  |                  | 6 y 18 de diciembre | 6 y 18 de diciembre | 6 y 18 de diciembre | 6 y 18 de diciembre | 6 y 18 de diciembre |  |
|  |                                  |                                  |                                  |                                  |                                  |   |                      |                                  |                                  |                                  |                                  |                                  |  |                      |                                   |                                   |                                   |                                   |                                   |  |                  |                     |                     |                     |                     |                     |  |
|  |                                  |                                  |                                  |                                  |                                  |   |                      |                                  |                                  |                                  |                                  |                                  |  |                      |                                   |                                   |                                   |                                   |                                   |  |                  |                     |                     |                     |                     |                     |  |
|  | O4                               | Universidad católica             | 1                                | 3                                | 4                                |   |                      |                                  |                                  |                                  |                                  |                                  |  |                      |                                   |                                   |                                   |                                   |                                   |  |                  |                     |                     |                     |                     |                     |  |
|  | O4                               | Universidad católica             | 1                                | 3                                | 4                                |   |                      |                                  |                                  |                                  |                                  |                                  |  |                      |                                   |                                   |                                   |                                   |                                   |  |                  |                     |                     |                     |                     |                     |  |
|  | O5                               | D.C. United                      | 1                                | 2                                | 3                                |   |                      |                                  |                                  |                                  |                                  |                                  |  |                      |                                   |                                   |                                   |                                   |                                   |  |                  |                     |                     |                     |                     |                     |  |
|  | O5                               | D.C. United                      | 1                                | 2                                | 3                                |   | Universidad Catolica | Universidad Catolica             | 1                                | 2                                | 3                                |                                  |  |                      |                                   |                                   |                                   |                                   |                                   |  |                  |                     |                     |                     |                     |                     |  |
|  |                                  |                                  |                                  |                                  |                                  |   | Universidad Catolica | Universidad Catolica             | 1                                | 2                                | 3                                |                                  |  |                      |                                   |                                   |                                   |                                   |                                   |  |                  |                     |                     |                     |                     |                     |  |
|  |                                  |                                  | Fluminense                       | Fluminense                       | 2                                | 0 | 2                    |                                  |                                  |                                  |                                  |                                  |  |                      |                                   |                                   |                                   |                                   |                                   |  |                  |                     |                     |                     |                     |                     |  |
|  | A I                              | Banfield                         | Fluminense                       | Fluminense                       | 2                                | 0 | 2                    | 1                                | 0                                | 1                                |                                  |                                  |  |                      |                                   |                                   |                                   |                                   |                                   |  |                  |                     |                     |                     |                     |                     |  |
|  | A I                              | Banfield                         |                                  |                                  |                                  |   |                      |                                  |                                  | 1                                |                                  |                                  |  |                      |                                   |                                   |                                   |                                   |                                   |  |                  |                     |                     |                     |                     |                     |  |
|  | B I                              | Fluminense                       | 3                                | 0                                | 3                                |   |                      |                                  |                                  |                                  |                                  |                                  |  |                      |                                   |                                   |                                   |                                   |                                   |  |                  |                     |                     |                     |                     |                     |  |
|  | B I                              | Fluminense                       | 3                                | 0                                | 3                                |   |                      |                                  |                                  |                                  |                                  |                                  |  | Universidad Católica | Universidad Católica              | 2                                 | 0                                 | 2                                 |                                   |  |                  |                     |                     |                     |                     |                     |  |
|  |                                  |                                  |                                  |                                  |                                  |   |                      |                                  |                                  |                                  |                                  |                                  |  | Universidad Católica | Universidad Católica              | 2                                 | 0                                 | 2                                 |                                   |  |                  |                     |                     |                     |                     |                     |  |
|  |                                  |                                  | Boca Juniors                     | Boca Juniors                     | 2                                | 1 | 3                    |                                  |                                  |                                  |                                  |                                  |  |                      |                                   |                                   |                                   |                                   |                                   |  |                  |                     |                     |                     |                     |                     |  |
|  | O8                               | Boca Juniors                     | Boca Juniors                     | Boca Juniors                     | 2                                | 1 | 3                    | 2                                | 5                                | 7                                |                                  |                                  |  |                      |                                   |                                   |                                   |                                   |                                   |  |                  |                     |                     |                     |                     |                     |  |
|  | O8                               | Boca Juniors                     |                                  |                                  |                                  |   |                      |                                  |                                  | 7                                |                                  |                                  |  |                      |                                   |                                   |                                   |                                   |                                   |  |                  |                     |                     |                     |                     |                     |  |
|  | O1                               | Cerro Porteño                    | 2                                | 1                                | 3                                |   |                      |                                  |                                  |                                  |                                  |                                  |  |                      |                                   |                                   |                                   |                                   |                                   |  |                  |                     |                     |                     |                     |                     |  |
|  | O1                               | Cerro Porteño                    | 2                                | 1                                | 3                                |   | Boca Juniors         | Boca Juniors                     | 0                                | 4                                | 4                                |                                  |  |                      |                                   |                                   |                                   |                                   |                                   |  |                  |                     |                     |                     |                     |                     |  |
|  |                                  |                                  |                                  |                                  |                                  |   | Boca Juniors         | Boca Juniors                     | 0                                | 4                                | 4                                |                                  |  |                      |                                   |                                   |                                   |                                   |                                   |  |                  |                     |                     |                     |                     |                     |  |
|  |                                  |                                  | Internacional                    | Internacional                    | 1                                | 1 | 2                    |                                  |                                  |                                  |                                  |                                  |  |                      |                                   |                                   |                                   |                                   |                                   |  |                  |                     |                     |                     |                     |                     |  |
|  | B II                             | Internacional                    | Internacional                    | Internacional                    | 1                                | 1 | 2                    | 1                                | 1                                | 2                                |                                  |                                  |  |                      |                                   |                                   |                                   |                                   |                                   |  |                  |                     |                     |                     |                     |                     |  |
|  | B II                             | Internacional                    |                                  |                                  |                                  |   |                      |                                  |                                  | 2                                |                                  |                                  |  |                      |                                   |                                   |                                   |                                   |                                   |  |                  |                     |                     |                     |                     |                     |  |
|  | A II                             | Rosario Central                  | 0                                | 1                                | 1                                |   |                      |                                  |                                  |                                  |                                  |                                  |  |                      |                                   |                                   |                                   |                                   |                                   |  |                  |                     |                     |                     |                     |                     |  |
|  | A II                             | Rosario Central                  | 0                                | 1                                | 1                                |   |                      |                                  |                                  |                                  |                                  |                                  |  |                      |                                   |                                   |                                   |                                   |                                   |  | Boca Juniors (p) | Boca Juniors (p)    | 1                   | 1                   | 2 (4)               |                     |  |
|  |                                  |                                  |                                  |                                  |                                  |   |                      |                                  |                                  |                                  |                                  |                                  |  |                      |                                   |                                   |                                   |                                   |                                   |  | Boca Juniors (p) | Boca Juniors (p)    | 1                   | 1                   | 2 (4)               |                     |  |
|  |                                  |                                  | Pumas UNAM                       | Pumas UNAM                       | 1                                | 1 | 2 (3)                |                                  |                                  |                                  |                                  |                                  |  |                      |                                   |                                   |                                   |                                   |                                   |  |                  |                     |                     |                     |                     |                     |  |
|  | O3                               | The Strongest                    | Pumas UNAM                       | Pumas UNAM                       | 1                                | 1 | 2 (3)                | 1                                | 2                                | 3                                |                                  |                                  |  |                      |                                   |                                   |                                   |                                   |                                   |  |                  |                     |                     |                     |                     |                     |  |
|  | O3                               | The Strongest                    |                                  |                                  |                                  |   |                      |                                  |                                  | 3                                |                                  |                                  |  |                      |                                   |                                   |                                   |                                   |                                   |  |                  |                     |                     |                     |                     |                     |  |
|  | O6                               | Pumas UNAM                       | 3                                | 1                                | 4                                |   |                      |                                  |                                  |                                  |                                  |                                  |  |                      |                                   |                                   |                                   |                                   |                                   |  |                  |                     |                     |                     |                     |                     |  |
|  | O6                               | Pumas UNAM                       | 3                                | 1                                | 4                                |   | Pumas UNAM           | Pumas UNAM                       | 1                                | 3                                | 4                                |                                  |  |                      |                                   |                                   |                                   |                                   |                                   |  |                  |                     |                     |                     |                     |                     |  |
|  |                                  |                                  |                                  |                                  |                                  |   | Pumas UNAM           | Pumas UNAM                       | 1                                | 3                                | 4                                |                                  |  |                      |                                   |                                   |                                   |                                   |                                   |  |                  |                     |                     |                     |                     |                     |  |
|  |                                  |                                  | Corinthians                      | Corinthians                      | 2                                | 0 | 2                    |                                  |                                  |                                  |                                  |                                  |  |                      |                                   |                                   |                                   |                                   |                                   |  |                  |                     |                     |                     |                     |                     |  |
|  | A IV                             | River Plate                      | Corinthians                      | Corinthians                      | 2                                | 0 | 2                    | 0                                | 1                                | 1                                |                                  |                                  |  |                      |                                   |                                   |                                   |                                   |                                   |  |                  |                     |                     |                     |                     |                     |  |
|  | A IV                             | River Plate                      |                                  |                                  |                                  |   |                      |                                  |                                  | 1                                |                                  |                                  |  |                      |                                   |                                   |                                   |                                   |                                   |  |                  |                     |                     |                     |                     |                     |  |
|  | B IV                             | Corinthians (v)                  | 0                                | 1                                | 1                                |   |                      |                                  |                                  |                                  |                                  |                                  |  |                      |                                   |                                   |                                   |                                   |                                   |  |                  |                     |                     |                     |                     |                     |  |
|  | B IV                             | Corinthians (v)                  | 0                                | 1                                | 1                                |   |                      |                                  |                                  |                                  |                                  |                                  |  | Pumas UNAM           | Pumas UNAM                        | 0                                 | 4                                 | 4                                 |                                   |  |                  |                     |                     |                     |                     |                     |  |
|  |                                  |                                  |                                  |                                  |                                  |   |                      |                                  |                                  |                                  |                                  |                                  |  | Pumas UNAM           | Pumas UNAM                        | 0                                 | 4                                 | 4                                 |                                   |  |                  |                     |                     |                     |                     |                     |  |
|  |                                  |                                  | Vélez Sarsfield                  | Vélez Sarsfield                  | 0                                | 0 | 0                    |                                  |                                  |                                  |                                  |                                  |  |                      |                                   |                                   |                                   |                                   |                                   |  |                  |                     |                     |                     |                     |                     |  |
|  | B III                            | Cruzeiro                         | Vélez Sarsfield                  | Vélez Sarsfield                  | 0                                | 0 | 0                    | 0                                | 2                                | 2                                |                                  |                                  |  |                      |                                   |                                   |                                   |                                   |                                   |  |                  |                     |                     |                     |                     |                     |  |
|  | B III                            | Cruzeiro                         |                                  |                                  |                                  |   |                      |                                  |                                  | 2                                |                                  |                                  |  |                      |                                   |                                   |                                   |                                   |                                   |  |                  |                     |                     |                     |                     |                     |  |
|  | A III                            | Vélez Sarsfield                  | 2                                | 1                                | 3                                |   |                      |                                  |                                  |                                  |                                  |                                  |  |                      |                                   |                                   |                                   |                                   |                                   |  |                  |                     |                     |                     |                     |                     |  |
|  | A III                            | Vélez Sarsfield                  | 2                                | 1                                | 3                                |   | Vélez Sarsfield      | Vélez Sarsfield                  | 2                                | 2                                | 4                                |                                  |  |                      |                                   |                                   |                                   |                                   |                                   |  |                  |                     |                     |                     |                     |                     |  |
|  |                                  |                                  |                                  |                                  |                                  |   | Vélez Sarsfield      | Vélez Sarsfield                  | 2                                | 2                                | 4                                |                                  |  |                      |                                   |                                   |                                   |                                   |                                   |  |                  |                     |                     |                     |                     |                     |  |
|  |                                  |                                  | América                          | América                          | 0                                | 0 | 0                    |                                  |                                  |                                  |                                  |                                  |  |                      |                                   |                                   |                                   |                                   |                                   |  |                  |                     |                     |                     |                     |                     |  |
|  | O2                               | Atlético Nacional                | América                          | América                          | 0                                | 0 | 0                    | 3                                | 1                                | 4                                |                                  |                                  |  |                      |                                   |                                   |                                   |                                   |                                   |  |                  |                     |                     |                     |                     |                     |  |
|  | O2                               | Atlético Nacional                |                                  |                                  |                                  |   |                      |                                  |                                  | 4                                |                                  |                                  |  |                      |                                   |                                   |                                   |                                   |                                   |  |                  |                     |                     |                     |                     |                     |  |
|  | O7                               | América                          | 3                                | 4                                | 7                                |   |                      |                                  |                                  |                                  |                                  |                                  |  |                      |                                   |                                   |                                   |                                   |                                   |  |                  |                     |                     |                     |                     |                     |  |
|  | O7                               | América                          | 3                                | 4                                | 7                                |   |                      |                                  |                                  |                                  |                                  |                                  |  |                      |                                   |                                   |                                   |                                   |                                   |  |                  |                     |                     |                     |                     |                     |  |
|  |                                  |                                  |                                  |                                  |                                  |   |                      |                                  |                                  |                                  |                                  |                                  |  |                      |                                   |                                   |                                   |                                   |                                   |  |                  |                     |                     |                     |                     |                     |  |

- Nota: En cada llave, el equipo que ocupa la primera línea es el que definió la serie como local.

### Octavos de final
| 13 de septiembre de 2005 | D.C. United | 1:1 (0:0) | Universidad Católica | Estadio Robert F. Kennedy, Washington |                           |
|                          | Walker 80'  | Reporte   | Quinteros 48'        | Árbitro(s): Carlos Torres             | Árbitro(s): Carlos Torres |

| 22 de septiembre de 2005 | Universidad Católica           | 3:2 (1:2) | D.C. United                        | Estadio San Carlos de Apoquindo, Santiago |                           |
|                          | Quinteros 39', 85' · Conca 77' | Reporte   | Gómez 14' · Buljubasich 26' (a.g.) | Árbitro(s): Alberto Duque                 | Árbitro(s): Alberto Duque |

| 14 de septiembre de 2005 | Fluminense                  | 3:1 (1:1) | Banfield   | Estadio São Januário, Río de Janeiro |                         |
|                          | Leandro 14' · Tuta 70', 86' | Reporte   | Dátolo 13' | Árbitro(s): René Ortubé              | Árbitro(s): René Ortubé |

| 28 de septiembre de 2005 | Banfield | 0:0     | Fluminense | Estadio Florencio Sola, Banfield |                             |
|                          |          | Reporte |            | Árbitro(s): Carlos Amarilla      | Árbitro(s): Carlos Amarilla |

| 21 de septiembre de 2005 | Cerro Porteño            | 2:2 (2:2) | Boca Juniors             | Estadio Defensores del Chaco, Asunción |                            |
|                          | Fretes 20' · Benítez 31' | Reporte   | Cardozo 2' · Palacio 12' | Árbitro(s): Márcio Rezende             | Árbitro(s): Márcio Rezende |

| 29 de septiembre de 2005 | Boca Juniors                                                                 | 5:1 (1:0) | Cerro Porteño | Estadio Padre Ernesto Martearena, Salta |                          |
|                          | Krupoviesa 9' · Palermo 66' · Barros Schelotto 75' · Cardozo 87' · Insúa 89' | Reporte   | Ávalos 69'    | Árbitro(s): Carlos Simon                | Árbitro(s): Carlos Simon |

| 15 de septiembre de 2005 | Rosario Central | 0:1 (0:0) | Internacional | Estadio Gigante de Arroyito, Rosario |                          |
|                          |                 | Reporte   | Sóbis 69'     | Árbitro(s): Rubén Selmán             | Árbitro(s): Rubén Selmán |

| 29 de septiembre de 2005 | Internacional     | 1:1 (0:0) | Rosario Central | Estadio Beira-Rio, Porto Alegre |                            |
|                          | Wágner 54' (pen.) | Reporte   | Rivarola 58'    | Árbitro(s): Martín Vázquez      | Árbitro(s): Martín Vázquez |

| 20 de septiembre de 2005 | Pumas UNAM                                | 3:1 (2:0) | The Strongest | Estadio Olímpico Universitario, Ciudad de México |                            |
|                          | Marioni 5' · De Nigris 42' · Cardetti 89' | Reporte   | Escobar 83'   | Árbitro(s): Daniel Giménez                       | Árbitro(s): Daniel Giménez |

| 5 de octubre de 2005 | The Strongest  | 2:1 (1:1) | Pumas UNAM   | Estadio Hernando Siles, La Paz |                             |
|                      | Paz 34', 90+1' | Reporte   | Da Silva 40' | Árbitro(s): Roberto Silvera    | Árbitro(s): Roberto Silvera |

| 14 de septiembre de 2005 | Corinthians | 0:0     | River Plate | Estadio Morumbi, São Paulo |                            |
|                          |             | Reporte |             | Árbitro(s): Martín Vázquez | Árbitro(s): Martín Vázquez |

| 28 de septiembre de 2005 | River Plate | 1:1 (1:0) | Corinthians   | Estadio Monumental, Buenos Aires |                            |
|                          | Santana 15' | Reporte   | Marinho 90+1' | Árbitro(s): Carlos Chandía       | Árbitro(s): Carlos Chandía |

| 14 de septiembre de 2005 | Vélez Sarsfield    | 2:0 (2:0) | Cruzeiro | Estadio José Amalfitani, Buenos Aires |                             |
|                          | Castromán 26', 34' | Reporte   |          | Árbitro(s): Roberto Silvera           | Árbitro(s): Roberto Silvera |

| 28 de septiembre de 2005 | Cruzeiro       | 2:1 (1:1) | Vélez Sarsfield | Estadio Mineirão, Belo Horizonte |                           |
|                          | Diego 15', 74' | Reporte   | Castromán 40'   | Árbitro(s): Carlos Torres        | Árbitro(s): Carlos Torres |

| 21 de septiembre de 2005 | América                              | 3:3 (1:2) | Atlético Nacional                           | Coliseo Memorial, Los Ángeles |                           |
|                          | López 25' · Kléber 65' · Giménez 85' | Reporte   | Bedoya 1' · Aristizábal 40' · Hurtado 90+1' | Árbitro(s): Gustavo Brand     | Árbitro(s): Gustavo Brand |

| 5 de octubre de 2005 | Atlético Nacional | 1:4 (1:0) | América                            | Estadio Atanasio Girardot, Medellín |                             |
|                      | Ramos 22'         | Reporte   | Padilla 59' · Kléber 70', 77', 83' | Árbitro(s): Héctor Baldassi         | Árbitro(s): Héctor Baldassi |

### Cuartos de final
| 18 de octubre de 2005 | Fluminense              | 2:1 (2:0) | Universidad Católica | Estadio São Januário, Río de Janeiro |                             |
|                       | Juan 23' · Petković 36' | Reporte   | Ponce 89'            | Árbitro(s): Héctor Baldassi          | Árbitro(s): Héctor Baldassi |

| 9 de noviembre de 2005 | Universidad Católica      | 2:0 (1:0) | Fluminense | Estadio San Carlos de Apoquindo, Santiago |                            |
|                        | Quinteros 41' · Arrué 65' | Reporte   |            | Árbitro(s): Daniel Giménez                | Árbitro(s): Daniel Giménez |

| 19 de octubre de 2005 | Internacional   | 1:0 (0:0) | Boca Juniors | Estadio Beira-Rio, Porto Alegre |                           |
|                       | Fernandão 90+3' | Reporte   |              | Árbitro(s): Carlos Torres       | Árbitro(s): Carlos Torres |

| 10 de noviembre de 2005 | Boca Juniors                       | 4:1 (1:0) | Internacional | Estadio La Bombonera, Buenos Aires |                             |
|                         | Palacio 6', 77', 90' · Palermo 75' | Reporte   | Sóbis 65'     | Árbitro(s): Carlos Amarilla        | Árbitro(s): Carlos Amarilla |

| 19 de octubre de 2005 | Corinthians         | 2:1 (1:0) | Pumas UNAM      | Estadio Pacaembú, São Paulo |                        |
|                       | Hugo 34' · Bobô 70' | Reporte   | De Nigris 90+2' | Árbitro(s): Óscar Ruiz      | Árbitro(s): Óscar Ruiz |

| 9 de noviembre de 2005 | Pumas UNAM                       | 3:0 (0:0) | Corinthians | Estadio Olímpico Universitario, Ciudad de México |                              |
|                        | Marioni 65', 90+2' · Augusto 87' | Reporte   |             | Árbitro(s): Horacio Elizondo                     | Árbitro(s): Horacio Elizondo |

| 26 de octubre de 2005 | América | 0:2 (0:1) | Vélez Sarsfield             | Estadio Azul, Ciudad de México |                            |
|                       |         | Reporte   | Pellegrino 6' · Gracián 55' | Árbitro(s): Carlos Chandía     | Árbitro(s): Carlos Chandía |

| 2 de noviembre de 2005 | Vélez Sarsfield                    | 2:0 (0:0) | América | Estadio José Amalfitani, Buenos Aires |                          |
|                        | Bustamante 65' · Somoza 77' (pen.) | Reporte   |         | Árbitro(s): Carlos Simon              | Árbitro(s): Carlos Simon |

### Semifinales
| 23 de noviembre de 2005 | Boca Juniors            | 2:2 (0:0) | Universidad Católica        | Estadio La Bombonera, Buenos Aires |                        |
|                         | Insúa 70' · Palermo 83' | Reporte   | Imboden 74' · Quinteros 78' | Árbitro(s): Óscar Ruiz             | Árbitro(s): Óscar Ruiz |

| 1 de diciembre de 2005 | Universidad Católica | 0:1 (0:0) | Boca Juniors | Estadio San Carlos de Apoquindo, Santiago |                          |
|                        |                      | Reporte   | Schiavi 59'  | Árbitro(s): Carlos Simon                  | Árbitro(s): Carlos Simon |

| 23 de noviembre de 2005 | Vélez Sarsfield | 0:0     | Pumas UNAM | Estadio José Amalfitani, Buenos Aires |                             |
|                         |                 | Reporte |            | Árbitro(s): Sálvio Fagundes           | Árbitro(s): Sálvio Fagundes |

| 30 de noviembre de 2005 | Pumas UNAM                           | 4:0 (1:0) | Vélez Sarsfield | Estadio Olímpico Universitario, Ciudad de México |                             |
|                         | Palacios 17' · Marioni 50', 77', 87' | Reporte   |                 | Árbitro(s): Jorge Larrionda                      | Árbitro(s): Jorge Larrionda |

### Final

#### Ida
| 6 de diciembre de 2005 | Pumas UNAM | 1:1 (0:1) | Boca Juniors | Estadio Olímpico Universitario, Ciudad de México |                             |
|                        | Botero 53' | Reporte   | Palacio 30'  | Árbitro(s): Jorge Larrionda                      | Árbitro(s): Jorge Larrionda |

| 12         | POR        | Sergio Bernal          |     |
| 3          | DEF        | Joaquín Beltrán        |     |
| 4          | DEF        | Darío Verón            |     |
| 5          | DEF        | Israel Castro          |     |
| 23         | DEF        | Marco Antonio Palacios |     |
| 6          | MED        | Gonzalo Pineda         |     |
| 16         | MED        | Gerardo Galindo        |     |
| 7          | MED        | Leandro Augusto        |     |
| 10         | MED        | Aílton Da Silva        | 45' |
| 9          | DEL        | Bruno Marioni          |     |
| 8          | DEL        | Antonio de Nigris      | 45' |
| Entrenador | Entrenador | Miguel España          |     |

| 1          | POR        | Roberto Abbondanzieri |     |
| 4          | DEF        | Hugo Ibarra           |     |
| 2          | DEF        | Rolando Schiavi       |     |
| 6          | DEF        | Daniel Díaz           |     |
| 3          | DEF        | Juan Krupoviesa       |     |
| 21         | MED        | Pablo Ledesma         |     |
| 5          | MED        | Fernando Gago         |     |
| 23         | MED        | Daniel Bilos          | 75' |
| 10         | MED        | Federico Insúa        | 86' |
| 9          | DEL        | Martín Palermo        | 85' |
| 14         | DEL        | Rodrigo Palacio       |     |
| Entrenador | Entrenador | Alfio Basile          |     |

| 20 | DEL | Ismael Íñiguez | 45' |
| 15 | DEL | Joaquín Botero | 45' |

| 19 | MED | Neri Cardozo     | 75' |
| 16 | DEL | Marcelo Delgado  | 85' |
| 22 | DEF | Matías Silvestre | 86' |

| Anotado | 53' | Joaquín Botero | 1:1 |

| Anotado | 30' | Rodrigo Palacio | 0:1 |

| Amonestado | 49' | Darío Verón    |
| Amonestado | 58' | Israel Castro  |
| Amonestado | 86' | Gonzalo Pineda |

| Amonestado | 58' | Rolando Schiavi |
| Amonestado | 82' | Fernando Gago   |
| Amonestado | 83' | Hugo Ibarra     |

| Árbitro             | Jorge Larrionda |
| Árbitros asistentes | Pablo Fandiño   |
| Árbitros asistentes | Wálter Rial     |
| Cuarto árbitro      | Roberto Silvera |

| 12         | POR        | Sergio Bernal          |     |
| 3          | DEF        | Joaquín Beltrán        |     |
| 4          | DEF        | Darío Verón            |     |
| 5          | DEF        | Israel Castro          |     |
| 23         | DEF        | Marco Antonio Palacios |     |
| 6          | MED        | Gonzalo Pineda         |     |
| 16         | MED        | Gerardo Galindo        |     |
| 7          | MED        | Leandro Augusto        |     |
| 10         | MED        | Aílton Da Silva        | 45' |
| 9          | DEL        | Bruno Marioni          |     |
| 8          | DEL        | Antonio de Nigris      | 45' |
| Entrenador | Entrenador | Miguel España          |     |

| 1          | POR        | Roberto Abbondanzieri |     |
| 4          | DEF        | Hugo Ibarra           |     |
| 2          | DEF        | Rolando Schiavi       |     |
| 6          | DEF        | Daniel Díaz           |     |
| 3          | DEF        | Juan Krupoviesa       |     |
| 21         | MED        | Pablo Ledesma         |     |
| 5          | MED        | Fernando Gago         |     |
| 23         | MED        | Daniel Bilos          | 75' |
| 10         | MED        | Federico Insúa        | 86' |
| 9          | DEL        | Martín Palermo        | 85' |
| 14         | DEL        | Rodrigo Palacio       |     |
| Entrenador | Entrenador | Alfio Basile          |     |

| 20 | DEL | Ismael Íñiguez | 45' |
| 15 | DEL | Joaquín Botero | 45' |

| 19 | MED | Neri Cardozo     | 75' |
| 16 | DEL | Marcelo Delgado  | 85' |
| 22 | DEF | Matías Silvestre | 86' |

| Anotado | 53' | Joaquín Botero | 1:1 |

| Anotado | 30' | Rodrigo Palacio | 0:1 |

| Amonestado | 49' | Darío Verón    |
| Amonestado | 58' | Israel Castro  |
| Amonestado | 86' | Gonzalo Pineda |

| Amonestado | 58' | Rolando Schiavi |
| Amonestado | 82' | Fernando Gago   |
| Amonestado | 83' | Hugo Ibarra     |

| Árbitro             | Jorge Larrionda |
| Árbitros asistentes | Pablo Fandiño   |
| Árbitros asistentes | Wálter Rial     |
| Cuarto árbitro      | Roberto Silvera |

#### Vuelta
| 18 de diciembre de 2005 | Boca Juniors                                                           | 1:1 (1:0) (4:3 p.)         | Pumas UNAM                                                | Estadio La Bombonera, Buenos Aires |                             |
|                         | Palermo 31'                                                            | Reporte                    | Marioni 54' (pen.)                                        | Árbitro(s): Carlos Amarilla        | Árbitro(s): Carlos Amarilla |
|                         |                                                                        | Tiros desde el punto penal |                                                           |                                    |                             |
|                         | Barros Schelotto · Insúa · Palermo · Schiavi · Delgado · Abbondanzieri |                            | Augusto · Pineda · Beltrán · Cardetti · Marioni · Galindo |                                    |                             |

| 1          | POR        | Roberto Abbondanzieri |     |
| 4          | DEF        | Hugo Ibarra           |     |
| 2          | DEF        | Rolando Schiavi       |     |
| 6          | DEF        | Daniel Díaz           |     |
| 3          | DEF        | Juan Krupoviesa       |     |
| 8          | MED        | Sebastián Battaglia   |     |
| 5          | MED        | Fernando Gago         | 70' |
| 23         | MED        | Daniel Bilos          | 84' |
| 10         | MED        | Federico Insúa        |     |
| 9          | DEL        | Martín Palermo        |     |
| 14         | DEL        | Rodrigo Palacio       | 86' |
| Entrenador | Entrenador | Alfio Basile          |     |

| 12         | POR        | Sergio Bernal          |     |
| 3          | DEF        | Joaquín Beltrán        |     |
| 4          | DEF        | Darío Verón            |     |
| 5          | DEF        | Israel Castro          |     |
| 23         | DEF        | Marco Antonio Palacios |     |
| 16         | MED        | Gerardo Galindo        |     |
| 6          | MED        | Gonzalo Pineda         |     |
| 10         | MED        | Aílton Da Silva        | 46' |
| 7          | MED        | Leandro Augusto        |     |
| 15         | DEL        | Joaquín Botero         | 78' |
| 9          | DEL        | Bruno Marioni          |     |
| Entrenador | Entrenador | Miguel España          |     |

| 21 | MED | Pablo Ledesma              | 70' |
| 7  | DEL | Guillermo Barros Schelotto | 84' |
| 16 | DEL | Marcelo Delgado            | 86' |

| 20 | DEL | Ismael Íñiguez  | 46' |
| 22 | DEL | Martín Cardetti | 78' |

| Anotado | 31' | Martín Palermo | 1:0 |

| Anotado · Penal | 54' | Bruno Marioni | 1:1 |

| Amonestado | 32' | Hugo Ibarra           |
| Amonestado | 61' | Roberto Abbondanzieri |
| Amonestado | 65' | Rodrigo Palacio       |
| Amonestado | 87' | Martín Palermo        |

| Amonestado | 45+1' | Aílton          |
| Amonestado | 50'   | Bruno Marioni   |
| Amonestado | 79'   | Gerardo Galindo |

|                            |                            | 0:0 | Fallo de penal (atajado) | Leandro Augusto |
| Guillermo Barros Schelotto | Fallo de penal (atajado)   | 0:0 |                          |                 |
|                            |                            | 0:1 | Acierto de penal         | Gonzalo Pineda  |
| Federico Insúa             | Acierto de penal           | 1:1 |                          |                 |
|                            |                            | 1:1 | Fallo de penal (atajado) | Joaquín Beltrán |
| Martín Palermo             | Fallo de penal (travesaño) | 1:1 |                          |                 |
|                            |                            | 1:2 | Acierto de penal         | Martín Cardetti |
| Rolando Schiavi            | Acierto de penal           | 2:2 |                          |                 |
|                            |                            | 2:3 | Acierto de penal         | Bruno Marioni   |
| Marcelo Delgado            | Acierto de penal           | 3:3 |                          |                 |
|                            |                            | 3:3 | Fallo de penal (palo)    | Gerardo Galindo |
| Roberto Abbondanzieri      | Acierto de penal           | 4:3 |                          |                 |

| Árbitro             | Carlos Amarilla |
| Árbitros asistentes | Manuel Bernal   |
| Árbitros asistentes | Amelio Andino   |
| Cuarto árbitro      | Ricardo Grance  |

| 1          | POR        | Roberto Abbondanzieri |     |
| 4          | DEF        | Hugo Ibarra           |     |
| 2          | DEF        | Rolando Schiavi       |     |
| 6          | DEF        | Daniel Díaz           |     |
| 3          | DEF        | Juan Krupoviesa       |     |
| 8          | MED        | Sebastián Battaglia   |     |
| 5          | MED        | Fernando Gago         | 70' |
| 23         | MED        | Daniel Bilos          | 84' |
| 10         | MED        | Federico Insúa        |     |
| 9          | DEL        | Martín Palermo        |     |
| 14         | DEL        | Rodrigo Palacio       | 86' |
| Entrenador | Entrenador | Alfio Basile          |     |

| 12         | POR        | Sergio Bernal          |     |
| 3          | DEF        | Joaquín Beltrán        |     |
| 4          | DEF        | Darío Verón            |     |
| 5          | DEF        | Israel Castro          |     |
| 23         | DEF        | Marco Antonio Palacios |     |
| 16         | MED        | Gerardo Galindo        |     |
| 6          | MED        | Gonzalo Pineda         |     |
| 10         | MED        | Aílton Da Silva        | 46' |
| 7          | MED        | Leandro Augusto        |     |
| 15         | DEL        | Joaquín Botero         | 78' |
| 9          | DEL        | Bruno Marioni          |     |
| Entrenador | Entrenador | Miguel España          |     |

| 21 | MED | Pablo Ledesma              | 70' |
| 7  | DEL | Guillermo Barros Schelotto | 84' |
| 16 | DEL | Marcelo Delgado            | 86' |

| 20 | DEL | Ismael Íñiguez  | 46' |
| 22 | DEL | Martín Cardetti | 78' |

| Anotado | 31' | Martín Palermo | 1:0 |

| Anotado · Penal | 54' | Bruno Marioni | 1:1 |

| Amonestado | 32' | Hugo Ibarra           |
| Amonestado | 61' | Roberto Abbondanzieri |
| Amonestado | 65' | Rodrigo Palacio       |
| Amonestado | 87' | Martín Palermo        |

| Amonestado | 45+1' | Aílton          |
| Amonestado | 50'   | Bruno Marioni   |
| Amonestado | 79'   | Gerardo Galindo |

|                            |                            | 0:0 | Fallo de penal (atajado) | Leandro Augusto |
| Guillermo Barros Schelotto | Fallo de penal (atajado)   | 0:0 |                          |                 |
|                            |                            | 0:1 | Acierto de penal         | Gonzalo Pineda  |
| Federico Insúa             | Acierto de penal           | 1:1 |                          |                 |
|                            |                            | 1:1 | Fallo de penal (atajado) | Joaquín Beltrán |
| Martín Palermo             | Fallo de penal (travesaño) | 1:1 |                          |                 |
|                            |                            | 1:2 | Acierto de penal         | Martín Cardetti |
| Rolando Schiavi            | Acierto de penal           | 2:2 |                          |                 |
|                            |                            | 2:3 | Acierto de penal         | Bruno Marioni   |
| Marcelo Delgado            | Acierto de penal           | 3:3 |                          |                 |
|                            |                            | 3:3 | Fallo de penal (palo)    | Gerardo Galindo |
| Roberto Abbondanzieri      | Acierto de penal           | 4:3 |                          |                 |

| Árbitro             | Carlos Amarilla |
| Árbitros asistentes | Manuel Bernal   |
| Árbitros asistentes | Amelio Andino   |
| Cuarto árbitro      | Ricardo Grance  |

|                                 |
| Bandera de Argentina            |
| Campeón Boca Juniors 2.º título |

## Estadísticas

### Goleadores
| Jugador         | Club                 | Goles |
| --------------- | -------------------- | ----- |
| Bruno Marioni   | UNAM                 | 7     |
| Jorge Quinteros | Universidad Católica | 6     |
| Rodrigo Palacio | Boca Juniors         | 5     |
| Diego           | Cruzeiro             | 4     |
| Pablo Escobar   | The Strongest        | 4     |
| Kléber Pereira  | América              | 4     |
| Martín Palermo  | Boca Juniors         | 4     |
| Tuta            | Fluminense           | 4     |